# Национальный бархат
«Национа́льный ба́рхат» (англ. National Velvet) (1944) — спортивная драма режиссёра Кларенса Брауна, снятая по одноимённому роману Энид Багнольд 1935 года. Лауреат двух премий «Оскар» и номинант в трёх категориях: лучший режиссёр, лучшая операторская работа (цветной фильм), лучшая работа художника-постановщика (цветной фильм) (Седрик Гиббонс, Ури МакКлири (постановщики), Эдвин Б. Уиллис, Милдред Гриффитс (декораторы)). В 2003 году фильм был отобран в Национальный реестр фильмов.
По версии Американского института киноискусства картина занимает ряд мест: 7-е место в списке женщин в списке 100 звёзд (Элизабет Тейлор); 24-е место в списке 100 вдохновляющих фильмов; 9-е место в «10 лучших фильмах о спорте» списка «10 фильмов из 10 жанров».

## Сюжет
Конец 1920-х годов. Городок Сьюелс, графство Сассекс, Англия. Наступают летние каникулы. Возвращаясь из школы для девочек, 12-я летняя Вельвет Браун из многодетной семьи мясника, вовсю увлечённая лошадьми, встречает странствующего молодого человека Майкла, вместе с которым они видят, как недавно купленная лошадь не слушается владельца Эдда Галдинга, и, перепрыгнув изгородь, пытается убежать. Вельвет бросается, чтобы остановить её, и к удивлению юноши и владельца конь послушно останавливается. Когда мистер Эд сообщает, что коня зовут Пират, Вельвет говорит, что будет его впредь звать Паем. Когда владелец интересуется у Майкла, куда он направляется, он показывает тому блокнот с адресом и именем матери Вельвет.
За семейным ужином, на который опоздала Эдвина, старшая сестра Вельвет, мать девочки просматривает блокнот и узнаёт, что юноша нашёл его в бумагах своего отца Дэна Тейлора после его смерти. Тед, парень Эдвины, целуют ту в щёку на прощание. Она уговаривает своего мужа Герберта оставить Мая в качестве помощника в магазине за 10 шиллингов в неделю. С неудовольствием тот соглашается; юноша же, подсмотревший, что миссис Браун прячет деньги в мешочек в чайнике на полке с вареньем, крадёт их. Перед сном Вельвет делает вид, что скачет на Пае, после чего узнаёт у матери, что отец Мая был её тренером, когда в 20 лет она переплыла Ла-Манш, и что без него она бы не смогла добиться успеха. Бросившись в конюшню, которую отвели юноше для жилья и в которой также живёт пожилая кобыла мисс Эда, девочка рассказывает гостю о разрешении остаться и работать у них, поведав также о своей безграничной любви к лошадям и желании участвовать в конкуре, став лучшей наездницей в Англии. Из разговора с Маем она понимает, что он имел раньше дела с лошадьми, но прекратил это из-за падения, после которого возненавидел животных. После ухода девочки юноша относит украденные деньги обратно.
Во время одной из служебных поездок Вельвет и Май видят, как Пай, за которым погнался пёсик Джейкоб, совершает прыжок через высокую преграду. Юноша, измерив её, рассказывает, что по высоте та превосходит некий «Бичер Брук».
Через некоторое время мистер Галдинг, недовольный поведением лошади, принёсшей ему лишь убытки своими побегами, проводит лотерею, где в качестве приза выставляет непослушное животное. Вельвет умоляет отца позволить ей участвовать, но мистер Браун непреклонен. Однако во время обеда Май дарит четырём детям Браунов по лотерейному билету. Зрителя, усомнившегося в честности мистера Брауна, заставляют вытянуть выигрышный билет, которым становится № 113. Видение расстроенной девочки сбывается- к их дому ведут Пая, та теряет сознание. Оказалось, что № 113 никто не купил, и со второго раза выигрышным оказался № 62. Отныне конь принадлежит семье всего за шиллинг.
Май сообщает, что Бичер Брук- шестое и последнее препятствие На Национальном кубке в большом стипль-чезе. Парень проводит коня под окнами спальни, девочка вновь представляет себя наездницей. Вскоре мечта превращается в реальность — Вельвет в восторге от Мая. Мистер Браун хочет, чтобы конь отрабатывал содержание, но своевольный Пай ломает повозку, и тот подумывает о том, чтобы сдать скакуна на скотобойню. У Энн рождается план — выставить Пая на скачки, дабы внести того в историю, она даже самовольно отправляет письмо в комиссию, откуда спустя неделю ей приходит приглашение. Из разговора с Маем, который, как оказалось, имел раньше дела со скачками и знает все препятствия на данном стипл-чейзе, Вельвет узнаёт, что понадобятся деньги, тренер и жокей для приведения плана в жизнь. За помощью девочка обращается к своей матери, та для оплаты требуемых 100 фунтов на вступительный взнос и прочие расходы отдаёт дочери свои золотые соверены, спрятанные на чердаке вместе с памятным альбомом, которые были её призом за переплыв пролива.
Маю поручают доставить данную сумму в Лондон, отправившись на поезде, и зарегистрировать лошадь. Мистер Браун не верит в честность юноши, который, напившись в одном из баров, чуть было не отдаёт деньги двоим мошенникам, предлагающим сделать выигрышную ставку, но в последний момент, вспомнив о доверии Вельвет, берёт себя в руки и забирает мешочек с монетами из рук проходимца. Он оплачивает регистрацию и даже возвращает пять монет сдачу изумлённому мяснику. Май соглашается стать тренером Пая за половину призовой суммы. Они с Вельвет с помощью карты стипл-чейза начинают ежедневные тренировки, которые проходят круглый год, Однажды зимой Эдвина пишет младшей сестре записку в школу. Оказывается, что её парень Тед уехал в Ланкастер к тёте, что вызывает у Эдвины слёзы. Одновременно с этим заболевает Пай. Благодаря заботе Вельвет и Мая конь быстро приходит в норму. С каждым разом наездница делает всё большие успехи. Юноша принимает ставки местных жителей на победу Пая. Май рассказывает Дональду, младшему брату Вельвет, сказку о лошади, малыш как обычно капризничает. В тайне от жены мистер Браун, не верящий в победу Пая, делает ставку на коня
Простившись с семьёй, Вельвет с Маем прибывают на скачки, где получается найти лишь одного жокея, Ивана Таски, который не понравился ребятам своей надменностью и отсутствием веры в победу. Вельвет просит выступить юношу, тот со слезами на глазах рассказывает, что выступал жокеем в скачках в Манчестере и, упустив поводья, стал причиной гибели другого участника. Преодолев страх, юноша совершает поездку на Пае и решает стать искомым жокеем. Однако, придя в вагон, он видит одетую Вельвет, одержимую идеей выдать себя Таски. Май поддаётся её уговорам и, укоротив её волосы, наставляет девочку, что и как нужно делать.
Ставки на Пая равняются 100:1. Май представляет Вельвет любопытному жокею как наездника из Латвии, не говорящего по-английски. На взвешивании девочке в седло добавляют немного веса для нормы. Лошади дают номер «28». Наездникам из Ирландии, Франции, США, Испании, Индии и прочих стран предстоит преодолеть 30 препятствий на протяжении четырёх с половиной миль. Пай успешно преодолевает Бичер Брук. Зритель с биноклем, поставивший на фаворита Эбони Стара, сообщает Маю о прогрессе гонки. 7-е препятствие… Речная изгородь… 13-е… Второй Бичер-Брук не преодолевают шесть наездников. Пай на четвёртом вместе. Обгон Лэтта. Последнее препятствие. Обгон Табиуса. На последних секунды конь обгоняет Старра и выходит вперёд. Сразу после победы Вельвет падает в обморок и падает с лошади, что является нарушением правила 144 устава скачек, гласящего, что победитель не должен покидать седла до того, как достигнет стойла.
Девочку доставляют в лазарет, где врач к своему удивлению обнаруживает, что перед ним девочка-подросток. Её быстро закрывают ширмой. За данное нарушение Вельвет и Пая дисквалифицируют, победу присуждают номеру 9, второе место занимает Табиус, номер 33, третье — Лэтт. История попадает во все газеты, наездница и лошадь становятся знаменитыми. По приезде в город её встречают все жители, в местной газете она названа «Национальным бархатом» (игра слов — Вельвет по-английски «бархат»). Двое репортёров расспрашивают и фотографируют Дональда, у которого недавно выпал зуб
В дом Браунов поступает много писем с заманчивыми предложениями, например, сняться в кино в Америке. Отец желает, чтобы дочь воспользовалась данным шансом и преуспела в жизни, но Вельвет отказывается, так как это пойдёт во вред Паю, а этого она допустить не может. Расстроенный отец сжигает письма в камине и идёт в конюшню, где обнаруживает, что Май готовится к отъезду. В разговоре с юношей Браун узнаёт о его прежнем намерении нажиться за счёт их семьи, но они расстаются в добрых отношениях. Когда Вельвет обнаруживает, что Май ушёл, родители разрешают ей сообщить ему правду о его отце и миссис Браун. Верхом на Пае девочка догоняет посвистывающего друга в конце видимой части дороги на фоне багровых облаков.

## В ролях
| Актёр            | Роль                                   |
| ---------------- | -------------------------------------- |
| Микки Руни       | Майкл "Май" Тейлор, друг Вельвет       |
| Элизабет Тейлор  | Вельвет Браун                          |
| Дональд Крисп    | мистер Герберт Браун, мясник           |
| Энн Ревир        | миссис Араминти Браун, бывшая пловчиха |
| Анджела Лэнсбери | Эдвина Браун, старшая сестра Вельвет   |

## Награды и номинации
| Год  | Премия | Категория                                            | Имя                                                          | Результат |
| ---- | ------ | ---------------------------------------------------- | ------------------------------------------------------------ | --------- |
| 1946 | Оскар  | Лучшая женская роль второго плана                    | Энн Ревир                                                    | Победа    |
| 1946 | Оскар  | Лучший монтаж                                        | Роберт Дж. Керн                                              | Победа    |
| 1946 | Оскар  | Лучшая работа художника-постановщика (цветной фильм) | Седрик Гиббонс, Ури Макклири, Эдвин Уиллис, Милдред Гриффитс | Номинация |
| 1946 | Оскар  | Лучшая операторская работа (цветной фильм)           | Леонард Смит                                                 | Номинация |
| 1946 | Оскар  | Лучшая режиссура                                     | Кларенс Браун                                                | Номинация |